# Condado de Smith (Kansas)
El condado de Smith (en inglés: Smith County), fundado en 1872, es uno de 105 condados del estado estadounidense de Kansas. En el año 2005, el condado tenía una población de 4,121 habitantes y una densidad poblacional de 1.7 personas por km². La sede del condado es Smith Center. El condado recibe su nombre en honor a Maj. J. Nelson Smith.

## Geografía
Según la Oficina del Censo, el condado tiene un área total de 2322 km² (896,5 mi²), de la cual 2319 km² (895,4 mi²) es tierra y 2,84 km² (1,1 mi²) (0.12%) es agua.

### Condados adyacentes
- Condado de Webster, Nebraska (noreste)
- Condado de Jewell (este)
- Condado de Osborne (sur)
- Condado de Rooks (suroeste)
- Condado de Phillips (oeste)
- Condado de Franklin, Nebraska (noroeste)

## Demografía

Pirámide de edades

Según la Oficina del Censo en 2000, los ingresos medios por hogar en el condado eran de $28,486, y los ingresos medios por familia eran $36,951. Los hombres tenían unos ingresos medios de $25,089 frente a los $18,608 para las mujeres. La renta per cápita para el condado era de $14,983. Alrededor del 11.80% de la población estaban por debajo del umbral de pobreza.

## Localidades
Población estimada en 2004;
- Smith Center, 1,757 (sede)
- Kensington, 495
- Lebanon, 282
- Gaylord, 130
- Athol, 47
- Cedar, 24

## Municipios
El condado de Smith está dividido entre 25 municipios. El condado no tiene ninguna ciudad independiente a nivel de gobierno, y todos los datos de población para el censo e las ciudades son incluidas en el municipio.

## Educación

### Distritos escolares
- Smith Center USD 237
- Thunder Ridge USD 110 Kensington